# Nuxia involucrata
Nuxia involucrata är en tvåhjärtbladig växtart som beskrevs av A. Dc.. Nuxia involucrata ingår i släktet Nuxia och familjen Stilbaceae. Inga underarter finns listade i Catalogue of Life.